# Meniscomorpha minutoria
Meniscomorpha minutoria är en stekelart som först beskrevs av Fabricius 1804.  Meniscomorpha minutoria ingår i släktet Meniscomorpha och familjen brokparasitsteklar. Inga underarter finns listade i Catalogue of Life.